# Ettringit

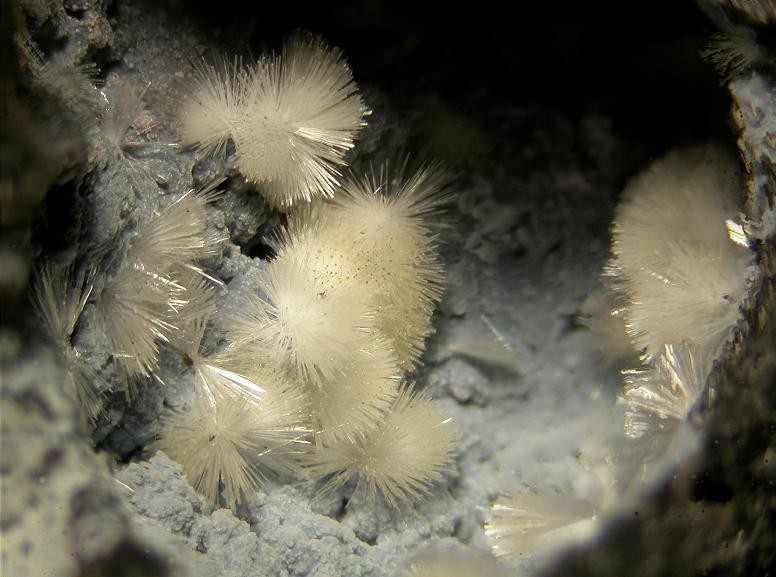
Nålformig ettringit.

Ettringit är ett hydrerat kalcium-aluminium-sulfat-mineral med formeln: Ca6Al2(SO4)3(OH)12•26H2O. Det bildar färglösa eller gula prisma- eller nålformiga pseudohexagonala kristaller. Efter initial oklarhet om dess kristallstruktur, har man funnit att ettringit bildar kristaller inom det trigonala systemet. Ettringit innehåller mycket vatten, cirka 37% och om även OH- omvandlas (till exempel vid upphettning) till vatten blir det totalt cirka 46%.
Mineralet ingår i den så kallade ettringitgruppen, vilken inkluderar andra sulfater såsom thaumasit och bentorit.

## Ettringit i cement
Cement, en viktig beståndsdel i betong, innehåller vanligtvis cirka 8 % trikalciumaluminat, inom byggkemin förkortat C3A. För att hindra en alltför snabb stelning vid kontakt med vatten, på grund av bildning av kalciumaluminathydrat, tillsätts en andel gips (ca 6 %), med vilket C3A istället bildar ettringit. Detta medför en tillfällig volymmässig expansion i och med dess stora vatteninnehåll, men det omvandlas redan inom det första dygnet till mindre voluminöst kalciumaluminatmonosulfat, ofta bara kallat monosulfat.
Om däremot redan hård betong utsätts för sulfater kan dessa reagera med monosulfatet, varvid ettringit åter bildas. Det sker under stort vattenupptag, vilket ger en expansion med risk för skadlig sprängverkan på betongen.
I cement finns även cirka 11 % tetrakalciumaluminatferrit, C4AF, som innehåller järn. Detta kan sägas ge modifierade former av ettringit och monosulfat, där en del av aluminiumet ersatts av järn.